# Straßenbahn Gex–Ferney-Voltaire
Die Straßenbahn Gex–Ferney-Voltaire (frz. Tramway de Gex à Ferney (GF)) war eine Dampfstraßenbahn von Gex nach Ferney-Voltaire in Frankreich. Betreiber der am 21. Juli 1900 in Betrieb genommenen Linie war zuletzt die Régie départementale des Tramways de l'Ain. Die Compagnie genevoise des tramways électriques (CGTE) (Strassenbahn Genf) betrieb die Linie zwei Jahre lang. Der Betrieb musste am 15. Juni 1932 eingestellt werden.

## Geschichte
Im Département Ain war während des letzten Drittels des 19. Jahrhunderts ein umfangreiches Netz an Straßen- und Kleinbahnen im Bau. Anfang 1890 war die Unterpräfektur Gex immer noch nicht mit der Bahn erreichbar. In der Tat befand sich die Bahnstrecke Collonges–Divonne-les-Bains noch in der Planung; sie wurde 1899 eröffnet. Einzig Ferney-Voltaire war mit einer Dampfstraßenbahn-Linie der Société genevoise des chemins de fer à voie étroite (VE) an das Genfer Tramnetz angebunden. Die SE schlug vor, eine Konzession zu erhalten, um die Linie über Ornex, Maconnex, Ségny und Cessy nach Gex zu verlängern. Durch den plötzlichen Tod des Initiators wurde das Projekt aufgegeben.
Im Jahr 1896 gründete sich der Syndicat d'études du Tramway Gex – Ferney. Am 3. November desselben Jahres wurde ein Projekt einer meterspurigen Dampfstraßenbahn vorgeschlagen. Dabei sollte der Bau der Infrastruktur und der Betriebsgebäude vom Konzessionär erfolgen. Der Betreiber sollte die Infrastruktur unterhalten und die Fahrzeuge beschaffen. Der Konzessionär bekoam von der Stadt Gex und dem Département Subventionen für den Bau und den Betrieb, er musste aber das eventuelle Defizit tragen. Dieses Übereinkommen wurde am 11. März 1899 von den Projektbeteiligten unterzeichnet. Die Déclaration d’utilité publique erfolgte am 4. Mai.
Die Bauarbeiten kamen schnell voran, die Strecke verlief größtenteils entlang der Nationalstraße. Am 19. Juli 1900 wurde die Strecke fertiggestellt; die Inbetriebnahme fand am 21. Juli statt. Die Bahnen konnten noch nicht bis ins Zentrum von Gex fahren, sondern mussten wegen der starken Steigung in der Nähe des Krankenhauses wenden. Durch den Druck der Bevölkerung wurde die Endhaltestelle schließlich bis zum 17. April 1902 ins Zentrum verlegt. Der Betrieb wurde Anfang 1901 durch die Compagnie genevoise des tramways électriques (CGTE) übernommen. Im Jahr 1902 schlug man vor, die Strecke zu elektrifizieren. Im selben Jahr jedoch kündigten die CGTE den Betriebsvertrag. Daraufhin musste das Elektrifizierungsprojekt eingestellt werden, jedoch wurden von der Straßenbahn Bern und Genf SLM Winterthur Dampflokomotiven und Personenwagen angeschafft. Ab dem 1. Oktober 1903 war die Tram Gex – Ferney (GF) selbstständig.
Durch die jährlichen Subventionen erwirtschaftete die Gesellschaft im Jahr 1908 einen kleinen Gewinn. Doch durch den Ausbruch des Ersten Weltkrieges nahm der Verkehr ab, die Schließung der Grenze zur Schweiz verschärfte diese Situation noch weiter. Nach dem Krieg war die wirtschaftliche Lage der Gesellschaft sehr schlecht, das Département bewilligte ein Darlehen. Doch auch das half nicht und im September 1920 wurde über die Einstellung des Betriebs nachgedacht. Im August 1920 entschied der Conseil Générale de l'Ain, alle Kleinbahnen aufzukaufen. Am 1. Juni 1921 ging die Strecke Gex – Ferney in die Régie départementale des Tramways de l'Ain (RDTA) über.

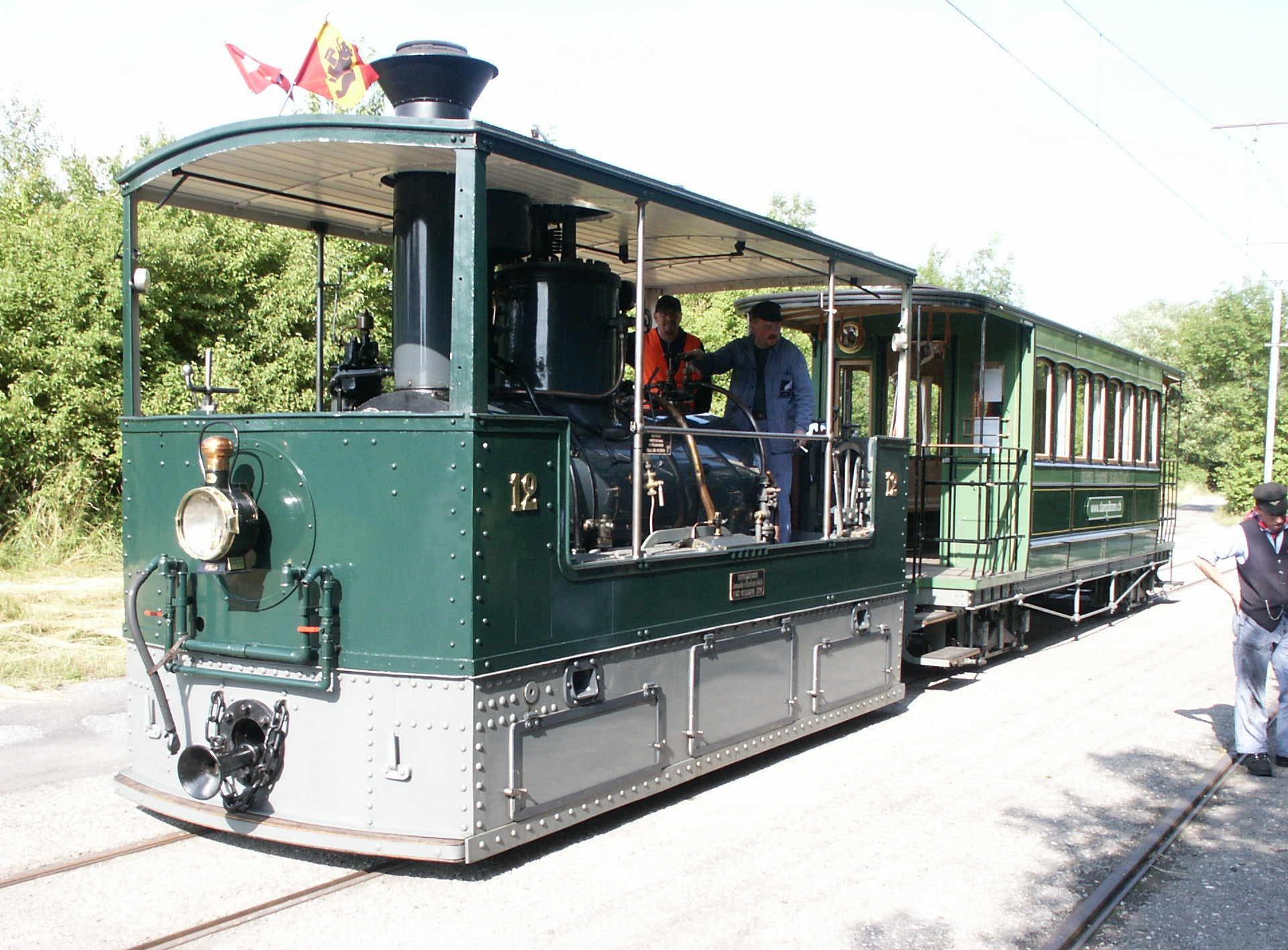
Dampflokomotive des Typs 030 der SLM

Diese Übernahme konnte an der wirtschaftlichen Situation nichts verändern, da die Defizite jährlich weiter zunahmen. Am 15. Juni entschieden die Führungskräfte der RDTA, den Betrieb vorläufig einzustellen. In der Tat nahm der motorisierte Verkehr auf der Nationalstraße massiv zu und die Straßenbahn wurde als störend empfunden. Im Jahr 1934 schlug die CGTE vor, die Strecke auf eigene Kosten wiederzueröffnen und zu elektrifizieren. Es war jedoch zu spät, da das Département schon den Abbau der Strecke beschlossen hatte. Dieser begann am 18. Oktober 1934 mit dem Entfernen der Schienen. Daraufhin wurde die Straße verbreitert; heute sind keine Relikte der Bahn mehr erhalten. Die Linie nach Ferney-Voltaire war bis Januar 1938 in Betrieb.

## Fahrzeuge
Zum Einsatz kamen zwei kleine Dampflokomotiven des Typs 030 der SLM Winterthur, die zuvor bei der Strassenbahn Bern im Einsatz war. Außerdem stand eine weitere baugleiche Lokomotive zur Verfügung, die zuvor bei der Strassenbahn Genf im Einsatz war.